# Lomsmuren
Lomsmuren är en myr och ett Natura 2000-område i Sandvikens och Gävle kommuner. Natura 2000-området omfattar även andra områden som Lomsjön och myren Svartsjömuren.
Lomsmuren har en yta på 250 hektar, medan Natura 2000-området har en yta på 660,2 hektar
Myren är en av Gästriklands största myrar, och ett populärt tillhåll för orre, ljungpipare, trana, storspov och mera sällsynt småspov. Norra delen av myren utgörs av kala ytor med vattenfyllda höljor och mosskupoler. På myrens torrakor förekommer den sällsynta varglaven. I mossens södra del förekommer den sällsynta orkidéen mossnycklar.,